# Hami
|  | Per a altres significats, vegeu «Hami (Iemen)». |

Hami o Kumul (uigur: قۇمۇل/Kumul; xinès: 哈密; pinyin: Hāmì) és un oasi, ciutat i prefectura a la Regió Autònoma Uigur de Xinjiang, a la República Popular de la Xina.
Fou una parada de la ruta de la Seda. El 745, un grup de turcs mig sedentaris es constitueix en aquesta regió, són els uigurs, que crearan un imperi independent el 850.
La ciutat actual té com a atracció una mesquita, amalgama de diferents estils i tradicions, i una moderna reproducció d'un palau de l'època de Genguis Kan que encara no està acabat. És coneguda a la Xina pels seus melons, famosos per la seva dolçor.